# Fatak Bait Jaboob
Fatak Bait Jaboob (* 3. Dezember 1999) ist ein omanischer Leichtathlet, der sich auf den Hochsprung spezialisiert hat.

## Sportliche Laufbahn
Erste internationale Erfahrungen sammelte Fatak Bait Jaboob im Jahr 2019, als er bei den Asienmeisterschaften in Doha mit übersprungenen 2,00 m den zehnten Platz belegte. 2022 siegte er bei den Islamic Solidarity Games in Konya mit 2,14 m und stellte damit einen neuen Landesrekord auf. Im Jahr darauf gelangte er bei den Hallenasienmeisterschaften in Astana mit 2,20 m auf Rang fünf. Ende April gewann er bei den Westasienmeisterschaften in Doha mit 2,05 m die Silbermedaille hinter dem Katari Mutaz Essa Barshim und anschließend siegte er mit übersprungenen 2,15 m bei den Arabischen Meisterschaften in Marrakesch sowie mit 2,16 m bei den Panarabischen Spielen in Algier. Im August verpasste er dann bei den World University Games in Chengdu mit 2,10 m den Finaleinzug. 2025 gewann er bei den Arabischen Meisterschaften in Oran mit 2,14 m die Silbermedaille hinter dem Katarer Hamdi al-Amin, ehe er bei den Asienmeisterschaften in Gumi mit 2,10 m auf den achten Platz gelangte.